# Lycophotia grisea
Lycophotia grisea là một loài bướm đêm trong họ Noctuidae.